# You’re My Mate
You’re My Mate (englisch für „Du bist mein Freund“) ist ein Lied des britischen Pop-Duos Right Said Fred aus dem Jahr 2001.

## Entstehung
Getextet und komponiert wurde You’re My Mate von den beiden Bandmitgliedern Fred und Richard Fairbrass sowie Mike Gray. Die Produktion erfolgte durch Alex Christensen. Das Lied erschien erstmals am 26. Februar 2001 als Single und war Teil von Right Said Freds viertem Studioalbum Fredhead (13. August 2001).
Das Lied handelt davon, dass das lyrische Ich beteuert, mit einer anderen nicht namentlich benannten Person befreundet zu sein und dass man einander immer beistehe. Der Freund solle jegliche Probleme bei einem vorgeschlagenen gemeinsamen Umtrunk vergessen. Am Ende des Songs bietet es an, in einem Taxi zu fahren. Der Sänger Richard Fairbrass sagte zu dem Stück, dass er es als Lied über Freundschaft geschrieben habe, weil es unzählige Songs über die Liebe, aber nur wenige über Freundschaft gebe.
2002 war You’re My Mate offizieller Song des südafrikanischen Rugbyteams.

## Rezeption

### Charts und Chartplatzierungen
| ChartsChartplatzierungen     | Höchstplatzierung | Wochen |
| ---------------------------- | ----------------- | ------ |
| Deutschland (GfK)            | 6 (24 Wo.)        | 24     |
| Österreich (Ö3)              | 4 (21 Wo.)        | 21     |
| Schweiz (IFPI)               | 97 (2 Wo.)        | 2      |
| Vereinigtes Königreich (OCC) | 18 (5 Wo.)        | 5      |

| ChartsJahrescharts (2001) | Platzierung |
| ------------------------- | ----------- |
| Deutschland (GfK)         | 21          |
| Österreich (Ö3)           | 55          |

### Auszeichnungen für Musikverkäufe
Im Jahr seiner Erstveröffentlichung verkaufte sich You’re My Mate über 500.000 Mal. Die Single bekam unter anderem eine Goldene Schallplatte für über 250.000 verkaufte Einheiten in Deutschland.
| Land/Region        | Auszeichnungen für Musikverkäufe (Land/Region, Auszeichnung, Verkäufe) | Verkäufe |
| ------------------ | ---------------------------------------------------------------------- | -------- |
| Deutschland (BVMI) | Gold                                                                   | 250.000  |
| Insgesamt          | 1× Gold ·                                                              | 250.000  |